# Dampiera conospermoides
Dampiera conospermoides är en tvåhjärtbladig växtart som beskrevs av W. V. Fitzg.. Dampiera conospermoides ingår i släktet Dampiera, och familjen Goodeniaceae. Inga underarter finns listade i Catalogue of Life.